# 1882 في فرنسا
فيما يلي قوائم الأحداث التي وقعت خلال عام 1882 في فرنسا.

## ظهور
- 1 يناير – الشعاع الأخضر رواية من تأليف جول فيرن.
- 1 يناير – غودفري مورغان رواية من تأليف جول فيرن.

## كتب
من الكتب التي صدرت هذه السنة في فرنسا:
- 1 يناير – الشعاع الأخضر من تأليف جول فيرن.
- 1 يناير – غودفري مورغان من تأليف جول فيرن.

## مواليد

### فبراير
- 5 فبراير – لويس فاغنر لاعب كرة قدم فرنسي.
- 24 فبراير – لويز أميرة أورليان[1]
- 26 فبراير – بيير ماك أورلان كاتب فرنسي.[2]

### مارس
- 20 مارس – رينيه كوتي[3]

### أبريل
- 15 أبريل – أندريه كورتيس كاتبة فرنسية.[4]
- 17 أبريل – إميل موسيلير عسكري فرنسي.[5]

### مايو
- 13 مايو – جورج براك[6]

### يوليو
- 2 يوليو – ماري بونابرت[7]

### أغسطس
- 4 أغسطس – تشارلز ديرينيس شاعر فرنسي.[8]
- 15 أغسطس – جان تشازي[9]

### سبتمبر
- 24 سبتمبر – ماكس ديكوجيس لاعب كرة مضرب فرنسي.[10]

### أكتوبر
- 18 أكتوبر – لوسيان بوتي-بريتون درّاج طريق فرنسي.[11]
- 22 أكتوبر – إدموند دولاك[12]
- 29 أكتوبر – جان جيرودو[13]

### نوفمبر
- 17 نوفمبر – موريس جيرموت لاعب كرة مضرب فرنسي.
- 18 نوفمبر – جاك ماريتان فيلسوف فرنسي.[14]

### ديسمبر
- 25 ديسمبر – رايموند اسكوليه[15]

## وفيات

### فبراير
- 1 فبراير – أنطوان بوسي (مواليد 1794) كيميائي فرنسي.[16]

### أبريل
- 6 أبريل – فريدريك ليبلاي (مواليد 1806) كاتب ومهندس ومؤلف اقتصادي فرنسي.[17]

### يونيو
- 2 يونيو – جوزيبي غاريبالدي (مواليد 1807)[18]

### سبتمبر
- 8 سبتمبر – جوزيف ليوفيل (مواليد 1809) رياضياتي فرنسي.[19]

### أكتوبر
- 13 أكتوبر – آرثر دو غوبينو (مواليد 1816)[20]

### ديسمبر
- 11 ديسمبر – شربونو (مواليد 1813) مستشرق فرنسي.[21]
- 31 ديسمبر – ليون غامبيتا (مواليد 1838) سياسي فرنسي.[22]